# Veensgarth

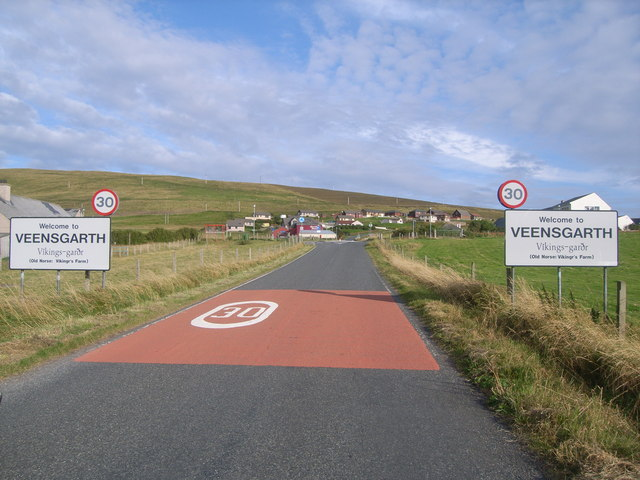
Začátek vesnice Veensgarth

Veensgarth je vesnice ležící na jihu Shetlandských ostrovů, které jsou součástí Skotska.

## Geografie
Veensgarth se nachází v centrální oblasti ostrova Mainland. Krajina v okolí je mírně zvlněná.

## Historie
V rámci historického rozdělení Skotska na civilní farnosti je Veensgarth součástí Tingwallu. V obci jsou dvě památky kategorie C – Veensgarth House a Veensgarth Steading.

## Doprava
Veensgarth leží na silnici A970, až do rekonstrukce v 70. letech z ní odbočovala A971, která vedla jižně od města. Začíná zde také B9074, která vede do Hamnavoe na jihozápadě.